# Cachirú
Pájaro de mal aguero. El Cachirú es una divinidad maligna del Pueblo Diaguita, muy temida. Se la representaba en forma de un descomunal lechuzón de poderosas garras, capaces de arrebatar a un hombre por los aires. Su plumaje gris oscuro y ríspido degradaba en cerdas en las patas. Tenía ojos enormes y fosforescentes que brillaban como hogueras en las sombras, denunciando su luz y el grito agorero, el volar silencioso y pesado del pájaro. Tenía poder sobre los cuerpos y las almas de los hombres, castigándolos a veces en vida, al arrebatarles los ojos con el pico agudo. Ejercía su poder maligno a la hora de la muerte arrebatando el alma. Visitaba los ranchos al atardecer, dando chillidos, y se asentaba en los aleros, quedando con ello amenazada la familia y notificada de próxima desgracia. Se le ofrecía tres cántaros de aloja que se ubicaban en el patio; si él las bebía, aceptaba la ofrenda y se convertía en amigo y protector. 